# Усово (Московська область)
У́сово (рос. Усово) — село в Одинцовському міському окрузі Московської області Росії. У селі розташовані залізнична станція Усово, садиба Ново-Огарьово. До 2019 р. входило до складу сільського поселення Барвихинське.
За даними на 2006 рік в селі проживало 226 осіб. Згідно з переписом населення 1989 року, в селі Усово налічувалося 97 господарств і проживало 237 жителів.

## Історія
За непідтвердженими даними Усово веде свою історію з середини XV століття, коли Василь Темний пожалував ці землі польському шляхтичу Лаврентію Усу, проте перша згадка належить тільки до 1627 року. У цей час село значилося за князем Федором Олексійовичем Сицьким; вже існувала дерев'яна Спаська церква і двір вотчинника.
Наступними власниками села стали представники роду Морозових, а після його вгасання, село в 1672 р. було подаровано думному боярину Афанасію Івановичу Матюшкіну, нащадки якого володіли селом до початку XIX століття. За Матюшкіних у селі формується класична садиба і будується в 1765 р., кам'яна церква Спаса Нерукотворного образу.
У XIX ст. власники села досить часто змінювалися: 1804 р. — Микола Іванович Салтиков, 1814 р. — Дмитро Павлович Рунич, 1843 р. — Василь Васильович Невєдомський, 1846 р. — Єлизавета та Ольга Олександрівна Вельямінови.
У 1867 р. Усово було викуплено в останнього приватного власника Департаментом уділів за 38 тисяч рублів, і до 1917 р. село залишалося у володінні імператорської сім'ї, фактично злившись у єдиний комплекс з Ільїнським. Власницею села стала імператриця Марія Олександрівна. У цей період під керівництвом архітектора Московської удільної контори І. А. Рєзанцева садиба була переобладнана. Також була відремонтована церква. У 1873 р. було побудовано кам'яну будівлю сільського училища.
У 1882 р. за заповітом Марії Олександрівни Усово перейшло великому князю Сергію Олександровичу. У 1889 р. був збудований новий садибний будинок за проектом архітектора С. К. Родіонова; за зразок були прийняті європейські шале.

## Транспорт
Через Рубльово-Успенське шосе має автобусне сполучення з Москвою (станція метро «Молодіжна»). У селі знаходиться прикінцева станція Усовської гілки Білоруського напрямку МЗ. Дерев'яна будівля вокзалу зруйнована в 2006 році з метою будівництва під'їзду до Рубльово-Успенського шосе.